# Antonín Kunz
Antonín Kunz (16. listopadu 1859 Plzeň – 30. srpna 1910 Benešov ) byl český podnikatel a konstruktér v oboru vodárenství, majitel továrny na pumpy, čerpadla a vodovody v Hranicích na Moravě. Stal se průkopníkem ve svém oboru, jeho firma realizovala zakázky po celé Moravě i jinde v Rakousku-Uhersku a v zahraničí. V letech 1907 až 1908 nechal pro svou rodinu postavit novogotický letní zámeček Kunzov nedaleko Hranic.

## Život

### Mládí
Narodil se v Plzni, vyučil se zámečníkem. Z Plzně odešla rodina na Moravu, Antonín Kunz okolo roku 1880 pracoval v továrně na zemědělské stroje v Přerově. Roku 1883 se rodina usadila v Hranicích a Antonín Kunz zde založil se svým otcem vlastní dílnu na opravu a výrobu hospodářských strojů.

### První moravská továrna na vodovody a pumpy

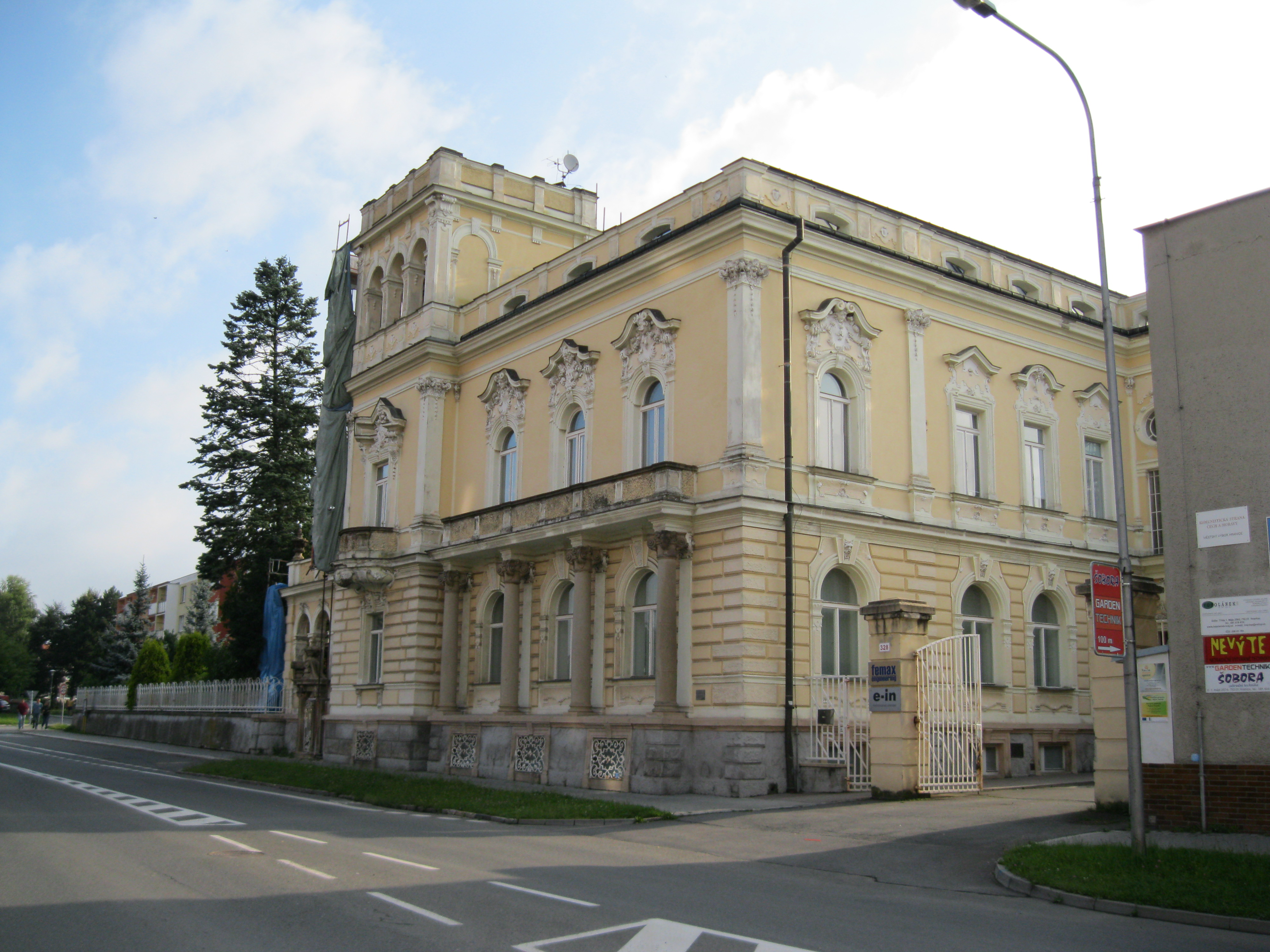
Kunzova vila v Hranicích (Jan Kříženecký, 1897

Roku 1884 se Kunz začal zaměřovat na konstrukci a výrobu vodních pump a čerpadel. Absolvoval řadu studijních cest po celé Evropě. Areál závodu byl roku 1892 přemístěn na nedaleké pozemky a výrazně zvětšen, podnik se stal s vrcholným počtem až 500 zaměstnanců jedním z největších zaměstnavatelů v kraji. Firma se začala zabývat instalací a stavbou vodovodních systému budov či měst a obcí, takových systémů podnik realizoval v 1056 obcích a 146 městech (nikoliv však v domovských Hranicích). Továrna byla roku 1895 přejmenována na První moravskou továrnu na vodovody a pumpy, odbavovala též zakázky plynařských instalací.
Kunz se nadále zabýval konstrukcemi zejména větrných čerpadel, v tomto oboru dosáhl svými pracemi mezinárodního ohlasu a větrná čerpadla firmy byla dodávána i mimo Evropu do zemí, kde je z důvodu klimatických podmínek nutné vodu čerpat z větší podpovrchové hloubky: Rusko, Bulharsko, Osmanská říše či Egypt.

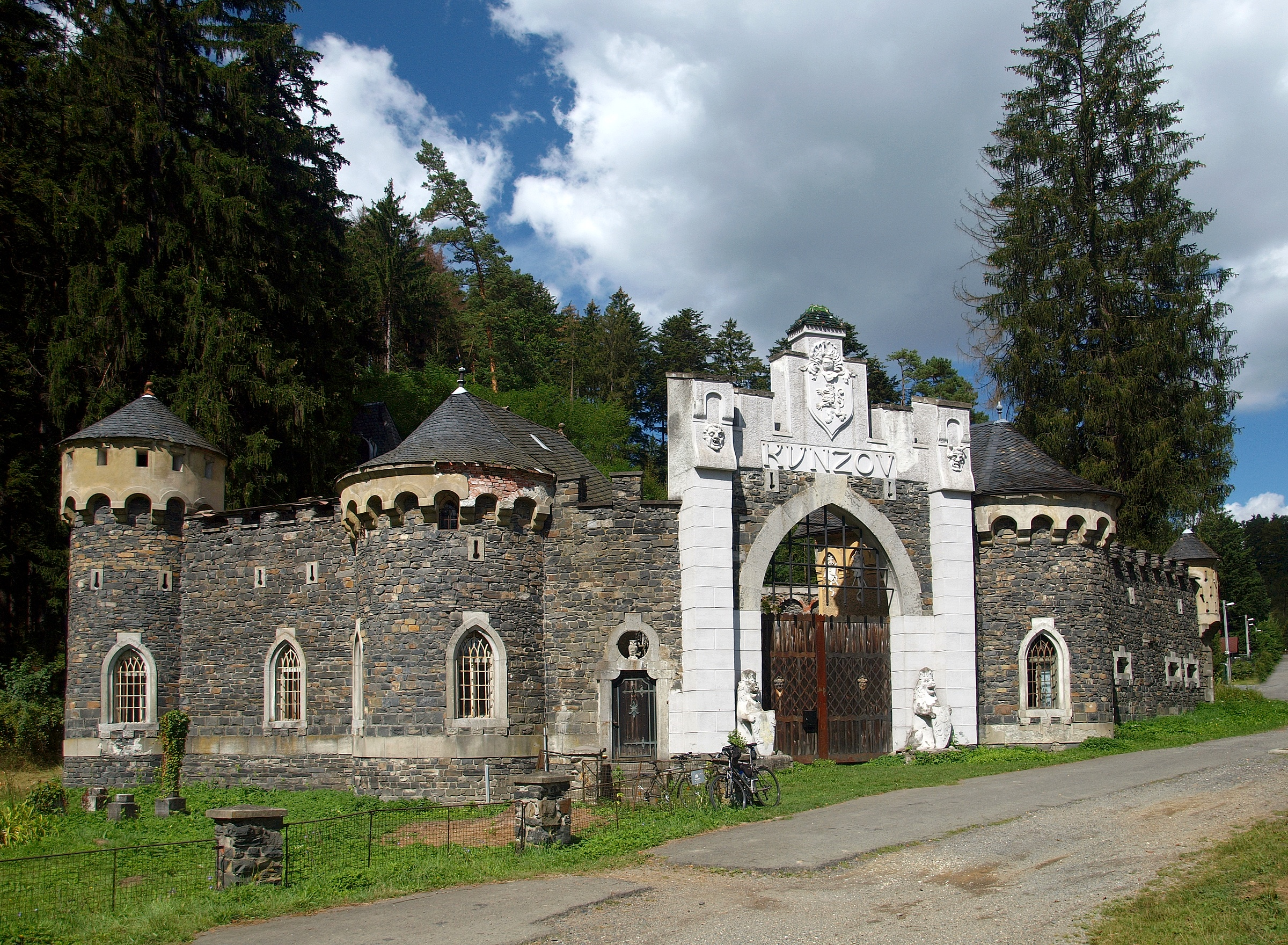
Kunzov

Nedaleko továrních budov si nechal Kunz roku 1897 vystavět sídelní vilu v novobarokním slohu, tzv. Kunzovu vilu, dle návrhu pražského architekta Jana Kříženeckého, která zároveň sloužila jako sídlo firmy. V letech 1907 až 1908 bylo pak mezi Hrabůvkou a Radíkovem vybudováno rodinné letní sídlo, napodobenina gotického hradu, Kunzov.
Špatná finanční kondice firmy a nákladná stavba Kunzova dostala Kunze do finančních obtíží, komplikovaných prohranými soudními spory s věřiteli. Roku 1910 pak selhaly pokusy s čerpadlovým motorem Samson u nového typu čerpadla prováděné na velkostatku v Petrovicích u Benešova, kterých se Kunz účastnil.

### Úmrtí
V náročné životní situaci se při pobytu na Benešovsku Antonín Kunz pokusil koncem srpna roku 1910 o sebevraždu. Byl převezen do nemocnice v Benešově, kde podlehl následkům zranění ve věku 50 let. Byl pohřben na hřbitově v rodinné sochařsky zdobené hrobce u kostela Narození Panny Marie na okraji Hranic.

### Po smrti
Jelikož byli potomci Antonína Kunze v době jeho smrti nezletilí, převzal po jeho smrti vedení rodinné firmy správu Kunzova dědictví právník a zemský poslanec Jaroslav Bureš. Díky iniciativě starosty Hranic Františka Šromoty byl podnik zachován a roku 1913 se přeměnil na akciovou společnost. Po převzetí moci ve státě komunistickou stranou v Československu v únoru 1948 byla rodinná firma znárodněna, nadále pokračovala pod značkou Sigma.

### Rodinný život
Antonín Kunz se oženil s Ludovíkou, rozenou Kubánkovou. Měli spolu děti Antonína, Annu a Marii.